# Minik Dahl Høegh
Minik Dahl Høegh (* 4. Mai 1985 in Nuuk) ist ein grönländischer Handballnationalspieler.

## Familie
Minik Dahl Høegh ist der Sohn des Diplomaten Kenneth Høegh (* 1966) und der Tourismusunternehmerin und Politikerin Pitsi Høegh (* 1964). Er hat drei jüngere Geschwister. Minik Dahl Høegh ist seit dem 5. Juli 2019 mit der grönländischen Sängerin Julie Berthelsen verheiratet, mit der er zwei Kinder hat.

## Karriere
Minik Dahl Høegh begann erst mit 17 Jahren das Handballspielen. Im Jahr 2008 unterschrieb der Rückraumspieler einen Vertrag beim dänischen Erstligisten GOG Svendborg TGI. Da er bei GOG nur geringe Spielanteile erhielt, wechselte er im Januar 2010 zu Fredericia HK. Im Sommer 2011 schloss er sich dem Zweitligisten HC FYN an. In der Saison 2011/12 wurde er mit 171 Treffern Torschützenkönig in der zweithöchsten dänischen Spielklasse. Im Sommer 2012 kehrte er zu GOG zurück. Vier Jahre später schloss er sich Århus Håndbold an. Im Januar 2018 wechselte er zu Skanderborg Håndbold. Ab dem Sommer 2018 bis zum Sommer 2020 stand er beim dänischen Zweitligisten Ajax København unter Vertrag. Nachdem Minik Dahl Høegh anschließend vertragslos war, unterschrieb er im November 2020 einen Vertrag beim dänischen Erstligisten TMS Ringsted. Zur Saison 2021/22 wechselte er zum schwedischen Zweitligisten Amo Handboll. 2023 gewann er mit Amo Handboll die Zweitliga-Meisterschaft und stieg in die Handbollsligan auf. Seit der Saison 2024/25 fungiert er zusätzlich als Co-Trainer von Amo Handboll.
Minik Dahl Høegh gehört dem Kader der grönländischen Nationalmannschaft an. Bei der Handball-Panamerikameisterschaft 2012 wurde er mit 49 Treffern Torschützenkönig. Zuvor gehörte er dem grönländischen Aufgebot bei der WM 2007 an. Bei der Handball-Panamerikameisterschaft 2016 wurde er mit 56 Toren erneut Torschützenkönig.